# George Strachan
George Strachan ou Stratauchin, de Mearns, ou the master Strachan, né en Écosse dans le Kincardineshire, poète latin, orientaliste, mathématicien et voyageur écossais de la première moitié du XVIIe siècle.

## Traces biographiques
En 1602, il est à Rome et enseigne au collège écossais.
Il quitta son collège en 1604, voyagea jusqu'à Venise, puis traversa le Tyrol et se rendit au monastère bénédictin de Regensburg. Il est l'auteur d'un album amicorum que signèrent alors le père abbé et le prieur de ce monastère. Strachan revint alors vers la cour d'Henri IV, où il devint le précepteur du fils d'Isaac Casaubon. Il se mit au service du duc de Lorraine, et se convertit au catholicisme romain, puis repartit vers l'orient vers 1612, et poussa ses voyages jusqu'à Constantinople (1610-1611) revint en Europe, repartit vers Alep en 1615 où il se mit au service de l'émir d'Anayzat. Quoique ignorant la médecine, il devint son médecin pendant 3 ans, épousa sa sœur, puis passa vers Bagdad (1618), Chiraz (1620) et poussa jusqu'à Ispahan (vers 1621) et Anah. Il y rencontra Pietro Della Valle dont les Viaggi donnent des informations sur sa vie (et le présente comme Giorgio Strachano, médecin de l'émir Féiad).  La Compagnie anglaise l'engagea pour un salaire de 12 tomans l'année, il fut nommé linguiste et  médecin de la compagnie des Indes et la suivit jusqu'à Surate. Il y fut accusé de spéculation et de meurtre, et fut licencié par la compagnie. Un des employés de la compagnie, écrivit sur lui :
« And Strachan our Antechristian Phesitian, for his fflattering, lying, dissimulation, inconscionable stores of purloynment, with his tentarhookes of deere penniworthes  of plaisters and purges, sowing dissention in the ffactory, his scandalous reports  of poyzoning the Company's servants as the late Agent and William Rhyns, his discouering all the passages of our busines to the ffryers in Espahan through his confession and disloyall service to the Company, intercepting of their letters, How can he be otherwise, being marryed to a More in Arabia, from whom he tooke his  runnagate raunge, leaving wyfe and family to prosecute the divells commission in doing evill; continewally despizeth his owne country, and yts church, And confesseth to haue the dispensation of the Pope to dissemble his Religion in all his Pilgrymage »
Il fut innocenté un an après, ayant passé sa retraite dans un carmel, il revint à Gombroon où il fut commis aux achats de la soie, puis à Ispahan (1622) et y apprit le persan. On sait qu'il parlait parfaitement, par ailleurs, l'arabe et le turc. Il ramena d'Orient 66 livres traduits par ses propres soins. Un manuscrit, retrouvé à Bagdad et daté de 1634, porte sa signature. On ne sait s'il revint lui-même d'Orient.
Vers 1612-1613, le mathématicien écossais Anderson lui confia un exemplaire de ses livres et lors d'un de ses voyages vers l'orient, Strachan les confia à  Marino Ghetaldi de Raguse.
On l'a parfois identifié au linguiste accompagnant la délégation anglaise auprès du Grand Moghol en 1655.

## Sources
- Petro della Valle : Viaggi di P. della Valle il pellegrino, descritti da lui medesimo in 54.-lettere familiari ... all'erudito ... suo amico Mario Schipano, Volume 1 page 472 et allii.
- Alasdair A. MacDonald, Michael Lynch, Ian Borthwick Cowan : The Renaissance in Scotland: studies in litterature, religion, history

- Giorgio Levi Della Vida, George Strachan, memorials of a wandering scottish scholar of the seventeenth century, 1956.

- Scottish Catholic Historical Association : The Innes review, Volumes 1-3

- Clifford Edmund Bosworth An intrepid Scot: William Lithgow of Lanark's travels in the Ottoman lands.

- James Fowler Kellas Johnstone : The Alba amicorum of George Strachan, George Craig, Thomas Cumming ; Université d'Aberdeen, 1924

- James Boswell, William Johnston Temple, Thomas Crawford :  The Correspondence of James Boswell and William Johnson Temple, 1756-1795